# فريدريك كارلسون
فريدريك كارلسون (بالسويدية: Fredrik Carlsson)‏ هو لاعب هوكي الجليد سويدي، ولد في 20 نوفمبر 1988 في تيبي ‏ في السويد.

## وصلات خارجية
- فريدريك كارلسون على موقع EliteProspects.com (الإنجليزية)